# Jonathan Winters
Jonathan Harshman Winters III (Bellbrook, 11 novembre 1925 – Montecito, 11 aprile 2013) è stato un attore e doppiatore statunitense.

## Biografia
All'età di 17 anni, Winters si arruolò nel corpo dei marines e combatté per due anni e mezzo sul fronte del Pacifico durante la seconda guerra mondiale. Nel 1948 sposò Eileen Schauder, che ebbe un ruolo importante nell'avvio della carriera artistica del marito. Winters aveva perduto il suo orologio e non aveva denaro sufficiente per acquistarne un altro: la moglie lo convinse allora a partecipare ad uno spettacolo a premi che metteva in palio proprio un orologio. Lo spettacolo ebbe successo e Winters iniziò così la sua carriera nel mondo dello spettacolo. Dal loro matrimonio, durato 61 anni (fino alla morte della moglie nel 2009), nacquero due figli, Lucinda e Jay. 
Celebre è la sua interpretazione del camionista Lennie Pike nel film Questo pazzo, pazzo, pazzo, pazzo mondo (1963). Partecipò come intrattenitore a importanti varietà televisivi, come The Steve Allen Show, e come attore a numerose serie televisive come Mork & Mindy e Davis Rules, per cui vinse un Emmy Award nel 1991. Membro della confraternita Delta Kappa Epsilon, Winters morì nel 2013, all'età di 87 anni e la sua salma fu cremata.

## Filmografia parziale

### Cinema
- Questo pazzo, pazzo, pazzo, pazzo mondo (It's a Mad, Mad, Mad, Mad World), regia di Stanley Kramer (1963)
- Il caro estinto (The Loved One), regia di Tony Richardson (1965)
- Arrivano i russi, arrivano i russi (The Russians Are Coming the Russians Are Coming), regia di Norman Jewison (1966)
- Penelope, la magnifica ladra (Penelope), regia di Arthur Hiller (1966)
- Otto in fuga (Eight on the Lam), regia di George Marshall (1967)
- Riprendiamoci Forte Alamo! (Viva Max), regia di Jerry Paris (1969)
- Una scommessa impossibile (The Longshot), regia di Paul Bartel (1986)
- Cercasi moglie disperatamente (Say Yes), regia di Larry Yust, Peter Ferrara (1986)
- Il dittatore del Parador in arte Jack (Moon Over Parador), regia di Paul Mazursky (1988)
- The Thief and the Cobbler, regia di Richard Williams (1993)
- I Flintstones (The Flintstones), regia di Brian Levant (1994)
- L'Uomo Ombra (The Shadow), regia di Russell Mulcahy (1994)
- Le avventure di Rocky e Bullwinkle (The Adventures of Rocky & Bullwinkle), regia di Des McAnuff (2001)

### Televisione
- Ai confini della realtà (The Twilight Zone) - serie TV, episodio 3x05 (1961)

## Serie animate
- I Puffi (Nonno Puffo)
- The New Scooby-Doo Movies

## Doppiatori italiani
Nelle versioni in italiano dei suoi film, Jonathan Winters è stato doppiato da:
- Renato Mori ne Il dittatore del Parador in arte Jack, I Flintstones
- Glauco Onorato in Questo pazzo, pazzo, pazzo, pazzo mondo
- Carlo Romano in Arrivano i russi, arrivano i russi
- Giorgio Gusso in Riprendiamoci Forte Alamo!
- Sergio Fiorentini in L'uomo ombra

Da doppiatore è sostituito da:
- Gianni Musy ne I Puffi
- Bruno Alessandro ne I Puffi 2